# 酢酸メチル
酢酸メチル（さくさんメチル、Methyl acetate）、エタン酸メチルもしくは酢酸メチルエステルは、接着剤やマニキュアリムーバーの不快ではない臭いとして知られている、独特な臭いをもつ無色可燃性液体の有機化合物である。酢酸メチルの性質は酢酸エチルとよく似ており、酢酸エチルの置換え品として利用される。酢酸メチルは接着剤やマニキュアリムーバーの溶剤として利用される他、化学実験の反応溶媒や抽出溶媒、フルーツ・洋酒・ナッツの香料としても使用される。酢酸メチルは疎水性（親油性）と弱い極性（親水性）とを併せ持った非プロトン溶媒である。室温下、酢酸メチルは水に対して25%の溶解性を持ち、温度を上昇させると水との混和性が増大する。酢酸メチルは強い酸性または塩基性水溶液中では安定ではない。

## 化学
酢酸メチルは酢酸とメタノールとから有機合成されるエステルで、硫酸のような強酸の存在下でエステル化反応により生成する。水酸化ナトリウムのような強塩基や塩酸や硫酸のような強酸の水溶液中では加水分解により、元の酢酸とメタノールとに戻り、温度が高い場合は著しい。
この酸触媒による酢酸メチルの加水分解は、エステルの濃度に対して一次の反応である。それに対して塩基を用いる、たとえば水酸化ナトリウム(NaOH)を用いた加水分解（鹸化）は、塩基とエステルとの濃度に依存する二次反応である。
化学式は CH3COOCH3 + H2O ↹ CH3COOH + CH3OHである。

## 安全性
引火性があり、日本の消防法では危険物第4類・第1石油類に分類される。動物実験での半数致死量（LD50）は、ラットへの経口投与・ウサギへの経皮投与とも5g/kg以上。皮膚への刺激性はないが、眼や気道に対しては刺激性を有する。人体へは主に蒸気の吸入により取り込まれ、中枢神経への急性症状が生じる。長期曝露により皮膚の脱脂や視神経への影響を起こすことがある。

## 註・出典
- Merck Index, 12th Edition, 6089.

1. 1 2 3  『合成香料 化学と商品知識』印藤元一著 2005年増補改訂 化学工業日報社 ISBN 4-87326-460-X
2. ↑  安全衛生情報センター
3. 1 2  国際化学物質安全性カード